# Accident ferroviari de Lac-Mégantic
L'accident ferroviari de Lac-Mégantic del 2013 fou una catàstrofe que tingué lloc la matinada del dissabte 6 de juliol de 2013 al sud del Quebec (Canadà), a la ciutat de Lac-Mégantic. Un tren que transportava petroli va descarrilar al centre del poble i va causar una gran explosió que arrasà diversos habitatges.
El tren estava format per cinc locomotores i seixanta-dos vagons-cisternes de petroli brut provinent de la formació de Bakken, a Dakota del Nord (Estats Units), destinats a la refineria de petroli d'Irving Oil a Saint John (Nova Brunswick). Circulava sobre les vies de la línia ferroviària Montreal-Maine-Atlantic Railway, una línia secundària que uneix Mont-real amb la costa atlàntica de Maine, i des d'allà, cap a les províncies marítimes del Canadà.
El comboi estava compost de vagons-cisternes de model DOT-111, utilitzat des de feia anys a Amèrica del Nord per transportar diferents líquids. Aquests vagons no pertanyien a la línia Montreal-Maine-Atlantic. cada vagó-cisterna contenia 113.000 litres de petroli net. Encara que la circulació d'aquests vagons-cisterna sigui encara permesa pels reglaments americà i canadenc, la seva seguretat es va posar en dubte en un informe del National Transportation Safety Board (NTSB) dels Estats Units el 1991, que va descriure aquest model com "inadequat per resistir el xoc d'un descarrilament". Des del 2011 el govern canadenc exigeix que les companyies ferroviàries escullin models de parets més gruixudes, per permetre l'ús dels estocs existents de vagons més antics.